# ساقية العيد (قرية)
ساقية العيد قرية في منطقة السكوت، في الولاية الشمالية بالسودان، غربي النيل، ويحد الصحراء الكبرى القرية من الشمال والغرب والجنوب، والنيل من الشرق فلذا فإن القرية وحيدة بين القرى، وأقرب قرية لها هي قرية حميد جنوبها بـ 4كم.

## النشاط السكاني
الزراعة، وهي قليلة إذ تحيط بها الصحراء من كل جانب سوى الشرق حيث النيل، ويزرع الناس في الجروف، والجزر القريبة من القرية.
الرعي، والسكان الرعاة كثيرون في ساقية العيد.